# Гнатюк Богдан-Тарас Васильович

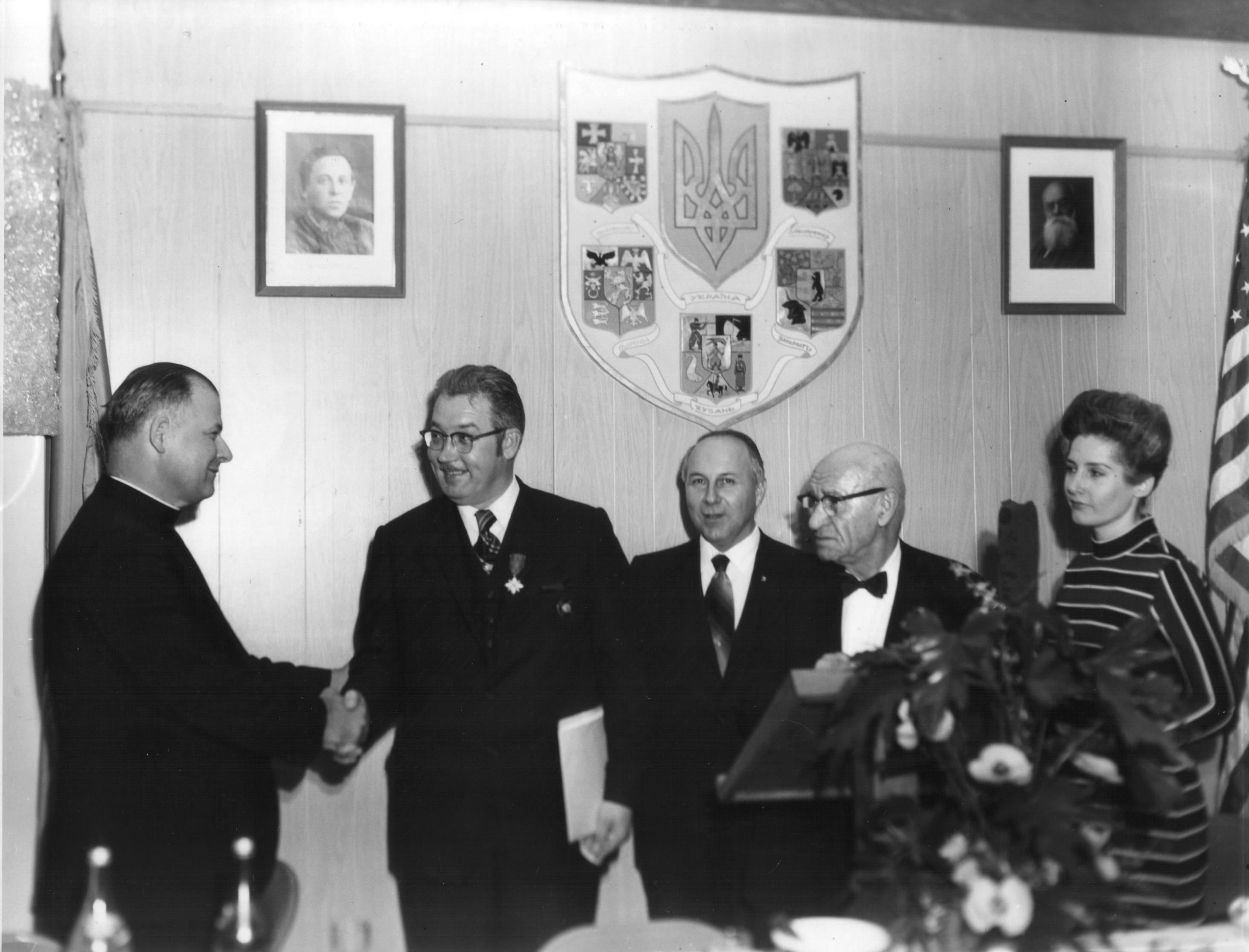
На святкуванні 52-ї річниці УНР у Філадельфії (січень
1970 р.). Заступник керівника ресорту зовнішніх справ УНРади В. Біляїв — другий зліва. Вітається з капеланом ДЦ УНР о. протоєреєм, (родом з Донбасу) Михайлом Борисенком — перший зліва. Далі на фото: голова УККА доктор Богдан Гнатюк (професор Дрексельського університету у Філадельфії), голова Представництва УНРади в США Іван Краматенко та дружина В. Біляїва пані Доротея Біляїва

Богда́н-Тара́с Гнатю́к (1915, Заліщики — 1998) — український інженер, учений, громадський діяч. Дійсний член НТШ, член Товариства українських інженерів Америки, Американського Інституту аеронавтики й астронавтики. Брат Мирослава-Володимира Гнатюка.

## Життєпис
Богдан Гнатюк народився в 1915 році в м. Заліщики. Закінчивши в Заліщиках гімназію (1935 р.) та вчительську семінарію і одержавши свідоцтво шкільного педагога, він продовжував навчання в технічному університеті у Данцигу (Німеччина), здобувши диплом інженера.
Під час Другої світової війни Богдан Гнатюк працював у Віденському університеті в галузі швидкохідної аеронавтики та турбореактивних двигунів. Через наближення фронту і наступ Червоної армії його було переведено до великого авіаційного виробництва у Dornier-Werke  (поблизу кордону із Швейцарією). До еміграції в США в 1949 році Гнатюк Богдан устиг іще попрацювати у міністерстві військово – повітряних сил Франції, у французькій зоні окупації Німеччини викладачем школи механіків, котру спонсорувала реабілітаційна адміністрація ООН.
Деякий час у США Б. Гнатюк співпрацював з відомим конструктором ракет Вернером Фон Брауном. У 1972 році брав безпосередню участь у створенні міжконтинентальних балістичних ракет в тому числі сімейства ядерних балістичних ракет «Трайдент». Доктор Б. Гнатюк був членом Американського інституту аеронавтики і астронавтики, Асоціації військово – повітряних сил США, Американської спілки університетських професорів та інших професійних об’єднань.
Незважаючи на постійну велику зайнятість –викладацьку роботу в університеті і працю експертом та радником в центрах космічних польотів та різних фірмах військового напряму, Богдан Гнатюк не забував своє українське коріння, беручи діяльну участь в українському громадському житті в США. Він належав до ініціативної групи світового конгресу вільних українців, був членом Українського інженерного товариства Америки, Наукового товариства ім. Тараса Шевченка, Українсько – американської спілки університетських професорів і Українсько – американської координаційної ради та інших громадянських організацій. Під час перебування в Україні Богдан Гнатюк говорив, що жалкує про свою непричетність до розбудови наукових, культурних зв’язків з Батьківщиною. Але він не мав права на широкі іноземні контакти, будучи носієм певних воєнних таємниць. Б. Гнатюк – автор наукових праць англійською, німецькою і українською мовами, публікацій у періодиці.
Б. Гнатюк є автором багатьох наукових праць англійською, німецькою і українською мовами, публікацій у періодиці.

## Увічнення пам'яті
В 2005 році Заліщицькій державній гімназії гімназії було присвоєно ім’я братів Богдана і Мирослава Гнатюків, які передвоєнної пори тут народилися, вчилися і брали активну участь у визвольних змаганнях та встановлено меморіальну дошку на стіні навчального закладу.